# 카자흐스탄 공산당
카자흐스탄 공산당(카자흐어: Қазақстан Коммунистік партиясы, ҚПК, 러시아어: Коммунистическая партия Казахстана)은 카자흐스탄의 공산당이다. 2015년 이 정당은 법적으로 해산되었으나, 여전히 활동하고 있다.

## 기원
카자흐스탄 공산당은 1936년 카자흐스탄이 소련 내에서 연방 공화국의 지위를 부여받았을 때 설립되었다. 카자흐스탄 공산당은 소련이 해체되기 전까지 소련 공산당의 한 분파였다.

## 소련 이후의 구조조정
카자흐스탄 공산당 제18차 대회에서는 공산당을 사회당으로 개칭하고 당위원장 누르술탄 나자르바예프가 1991년 카자흐스탄의 초대 대통령이 되면서 사임했다. 1991년 10월 19차 당대회에서 불만을 품은 옛 공산당 당원들이 카자흐스탄 공산당을 재현했다. 카자흐스탄 공산당은 1998년 8월 27일에 공식적으로 등록되었다. 카자흐스탄 공산당은 모든 당에 사무실이 있는 잘 확립된 정당 구조를 가지고 있다. 카자흐스탄 공산당에는 약 7만 명의 회원이 있는 것으로 추정된다. 카자흐스탄 공산당은 특히 소련 시대에 대한 향수가 강한 도시 지역의 중장년층 인구에게 크게 어필한다. 카자흐스탄 공산당의 지도자는 카자흐스탄의 존경받는 구세대 정치인 세리크볼신 압딜딘이었다.
2012년 지방법원은 탈주한 정치인 무크타르 아블랴조프와 관련된 금지당 알가!와의 협력 혐의로 당 활동을 중단했다.
2015년 알마티 시 법원은 당원 수가 법정 인원인 4만 명을 밑돌았기 때문에 이 정당을 금지했다. 이 판결은 그리스 공산당(KKE), 러시아 공산당(RKRP), 튀르키예 공산당(KP)에 의해 정치적 동기가 부여된 것이라고 비난받았다. 유럽 의회 KKE 대표단은 페데리카 모게리니 외교안보정책연합 고위대표에게 당의 금지와 카자흐스탄 내 정치활동 제한에 대한 의견을 물으며 금지를 비난했다.
하지만, 판결의 합법성은 카자흐스탄 인민당(QHP)에 의해 옹호되었으며, 그 지도부는 QHP가 법을 모른다고 비난했다. 이전에 우크라이나 공산당의 금지에 대해 항의했지만, 러시아 연방공산당은 이 문제에 대해 공식적인 성명을 발표하지 않았다.
2016년에는 당 내부에 분열이 있었고 이탈한 당원들은 혁명적 사회주의 조직인 카자흐스탄 사회주의 운동에 가입했다. 2017년 카자흐스탄 공산당은 톨레우베크 마키자노프를 중앙위원회 제1서기로 선출했으며, 러시아 연방공산당과 연계하여 운영되고 있다.